# قرار مجلس الأمن التابع للأمم المتحدة رقم 62
دعا قرار مجلس الأمن التابع للأمم المتحدة رقم 62، الصادر في 16 نوفمبر 1948، إلى هدنة في جميع قطاعات فلسطين، من أجل تسهيل الانتقال من الهدنة الحالية آنذاك (التي أنشأها قرار مجلس الأمن رقم 54) إلى سلام دائم.
لم يتم التصويت على القرار ككل حيث تم التصويت عليه في أجزاء.

## روابط خارجية
- نص القرار في undocs.org